# Diego Bianconi

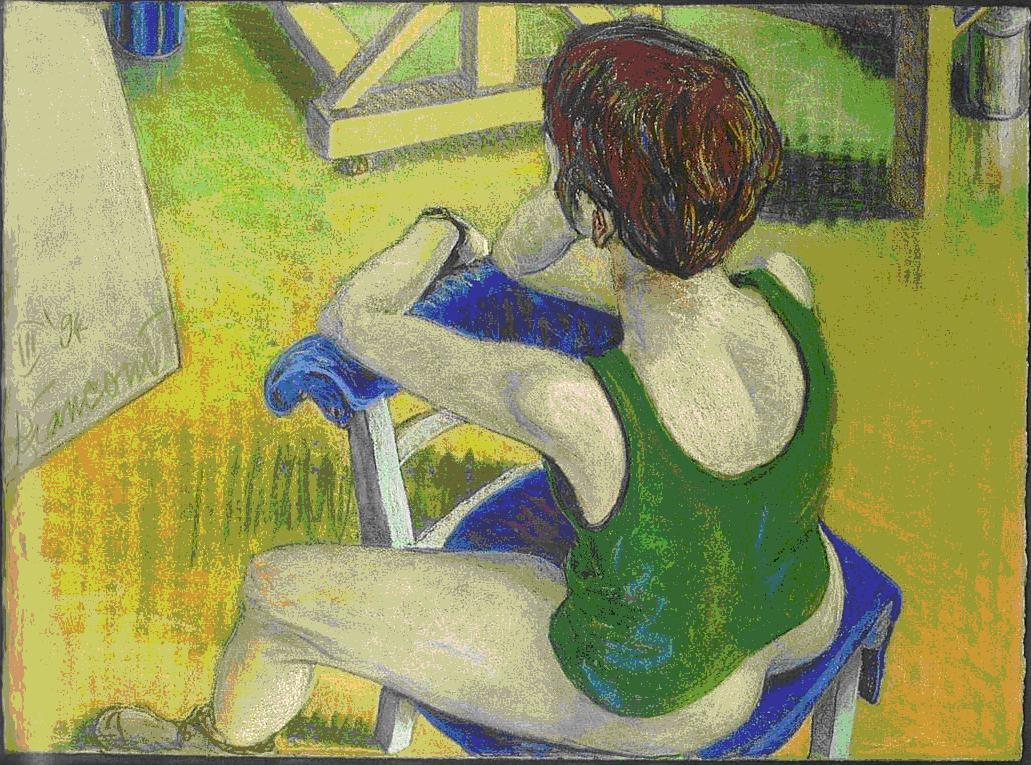
Modellpause, 1994, Pastell, 108 × 79 cm

Diego Bianconi (* 7. August 1957 in Muralto) ist ein Schweizer Künstler.

## Leben
Maler, Radierer. Akt- und Landschaftsdarstellungen aus Mergoscia, von 1972 bis 1973 besuchte er die Kunstschule C.S.I.A., in Lugano. 1982 erhielt er Privatunterricht in Zeichnung und Malerei bei Léo Maillet (Meisterschüler bei Max Beckmann). Von 1988 bis 1995 studiert er an der Akademie der Bildenden Künste in Nürnberg. Von 1995 bis 1999 war er Lehrbeauftragter für Aktzeichnen an der AdBK Nürnberg. 2001 gründete er das „Chalkografische Forschungslabor“. Er ist Mitglied im Künstlerbund Schwabach.

## Preise und Auszeichnungen
- 1989–1991 Stipendiat des Dipartimento Istruzione e Cultura, Kanton Tessin (CH)
- 1991 Danner-Stiftung Gruppenpreis
- 1998 Malereipreis Hollfeld.